# 巴黎十五区
巴黎十五区是法国首都巴黎市的20个区之一。该区面积8.502 km2，位于塞纳河左岸。
巴黎十五区的的人口峰值出现在1962年，有250,551人。自此以后失去了十分之一的人口，但仍是巴黎人口最多的一个区。到1999年，人口为225,362人。该区也有密集的商业活动，1999年拥有144,667个工作岗位。

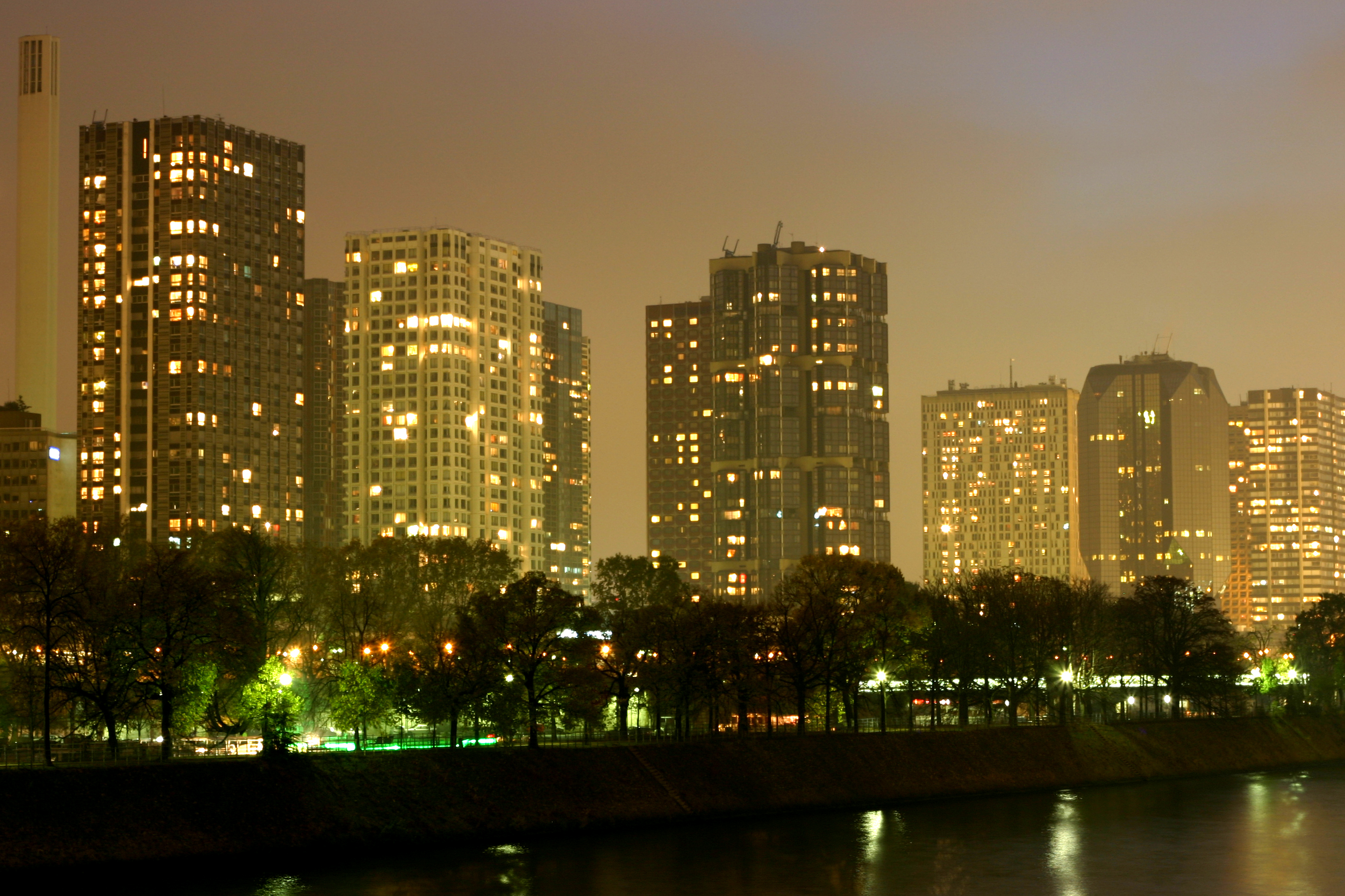
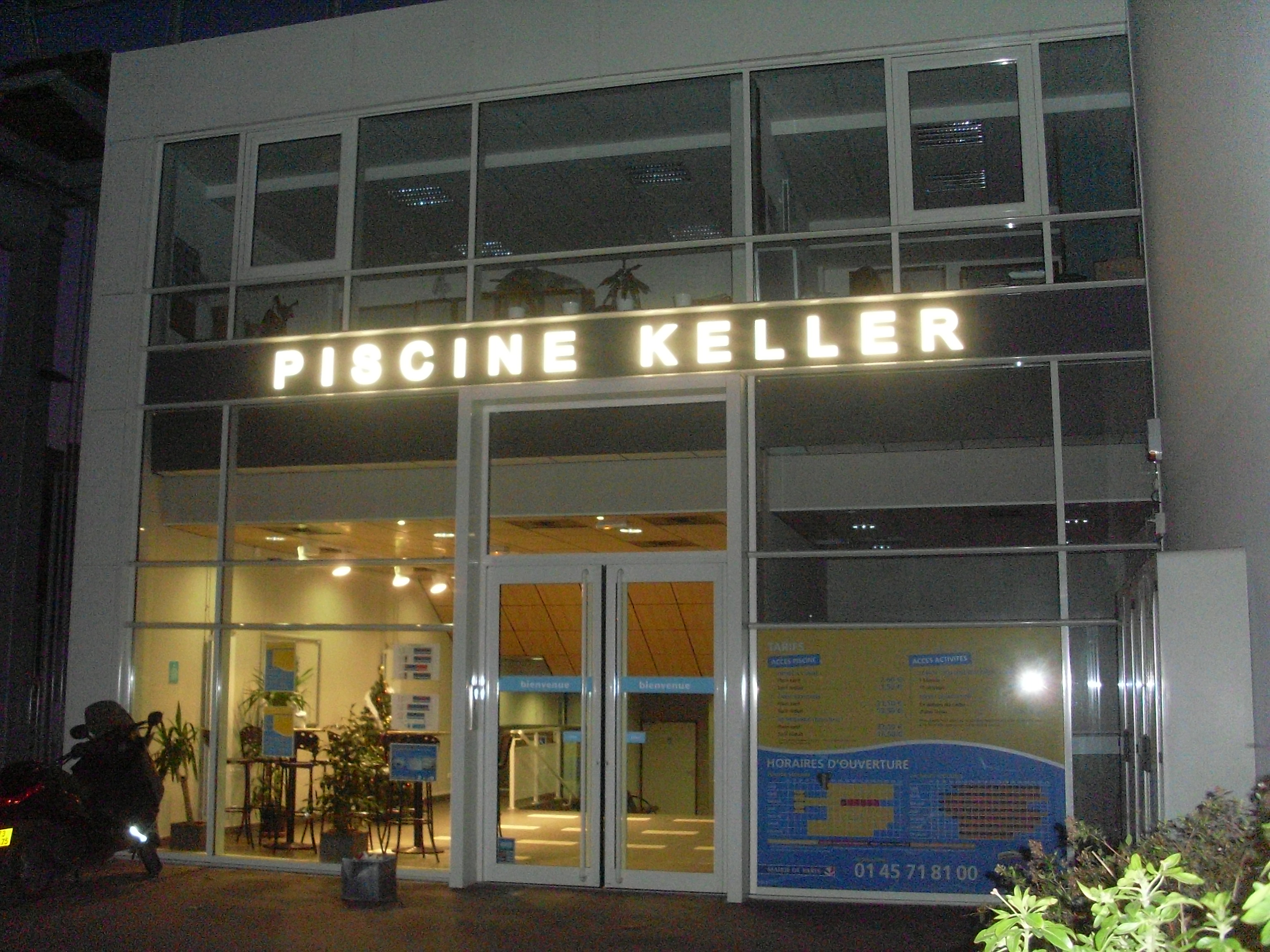
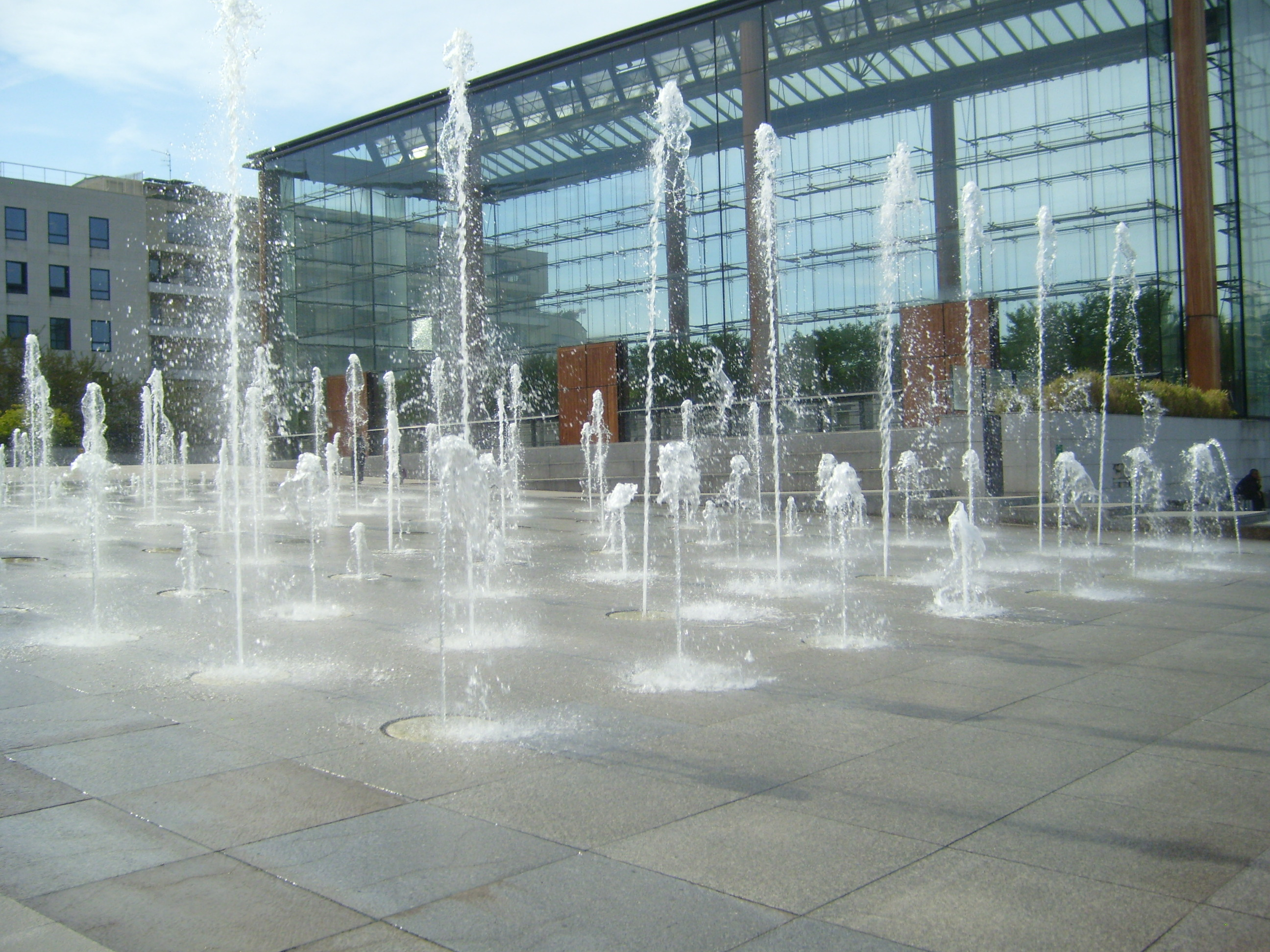
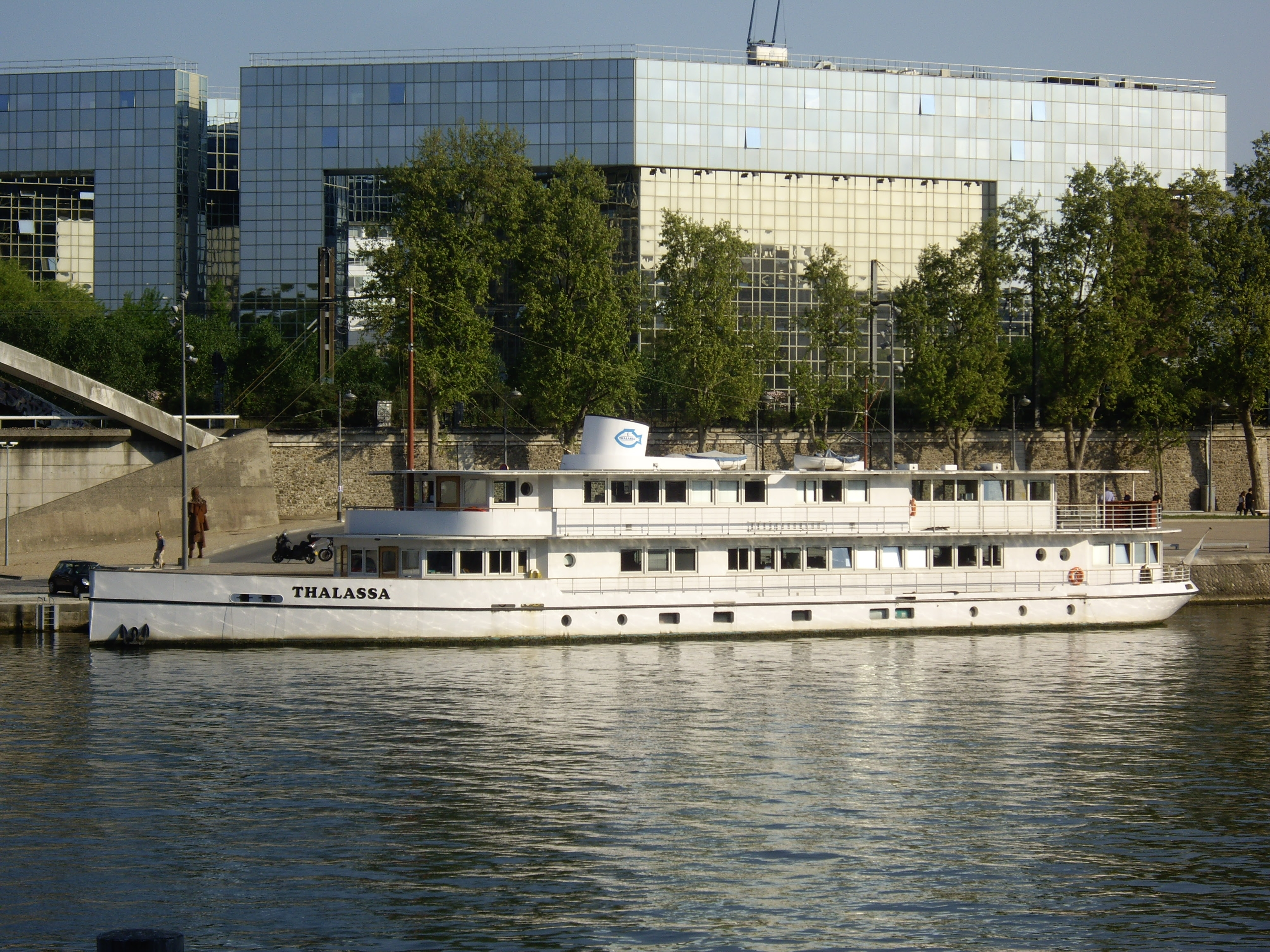
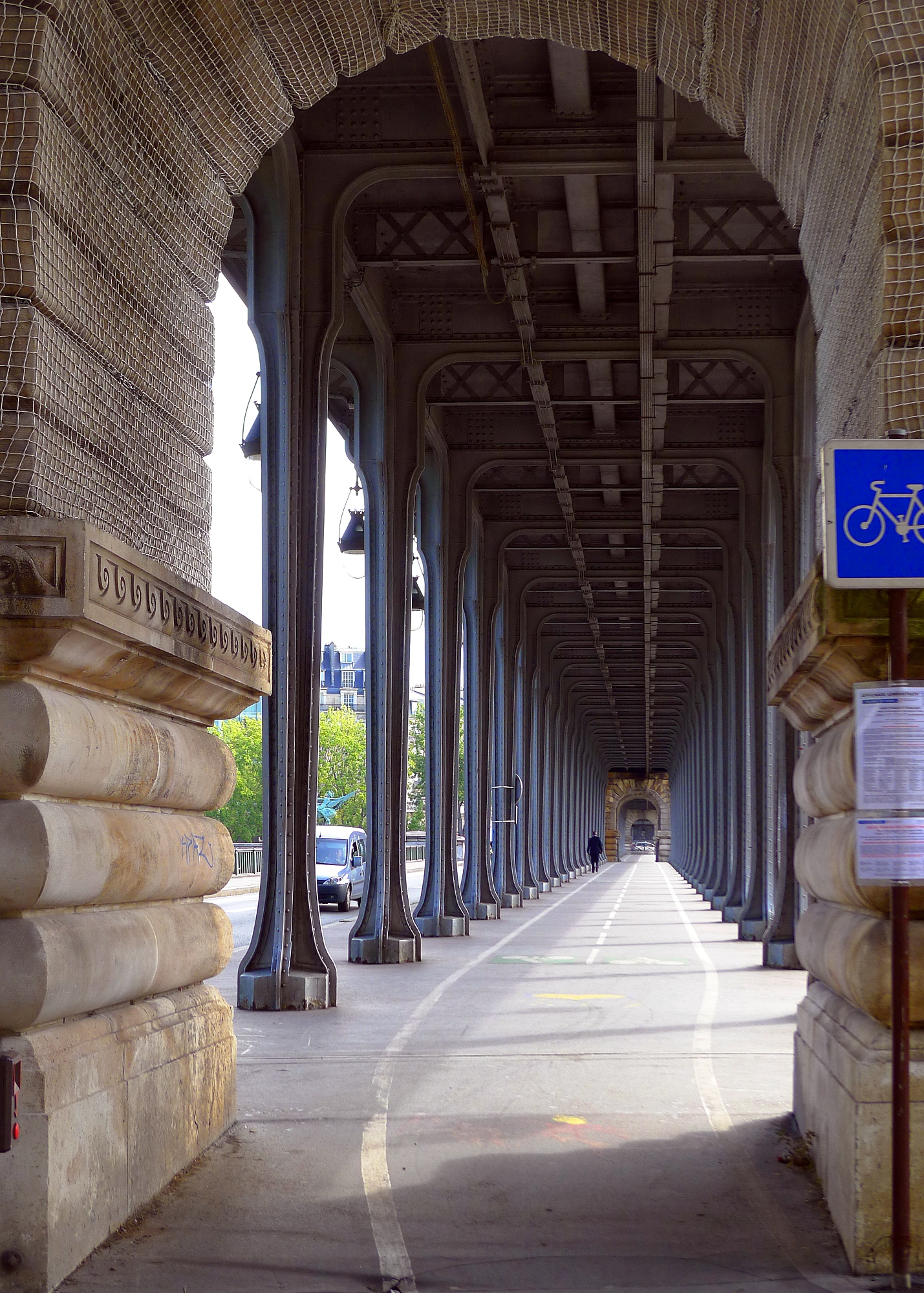
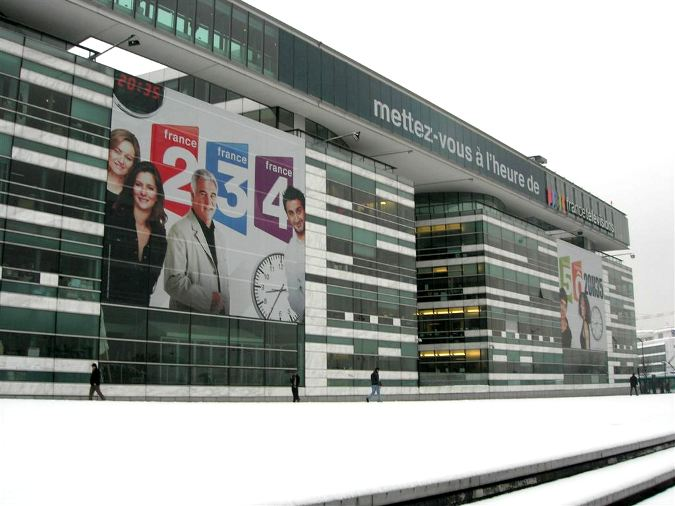
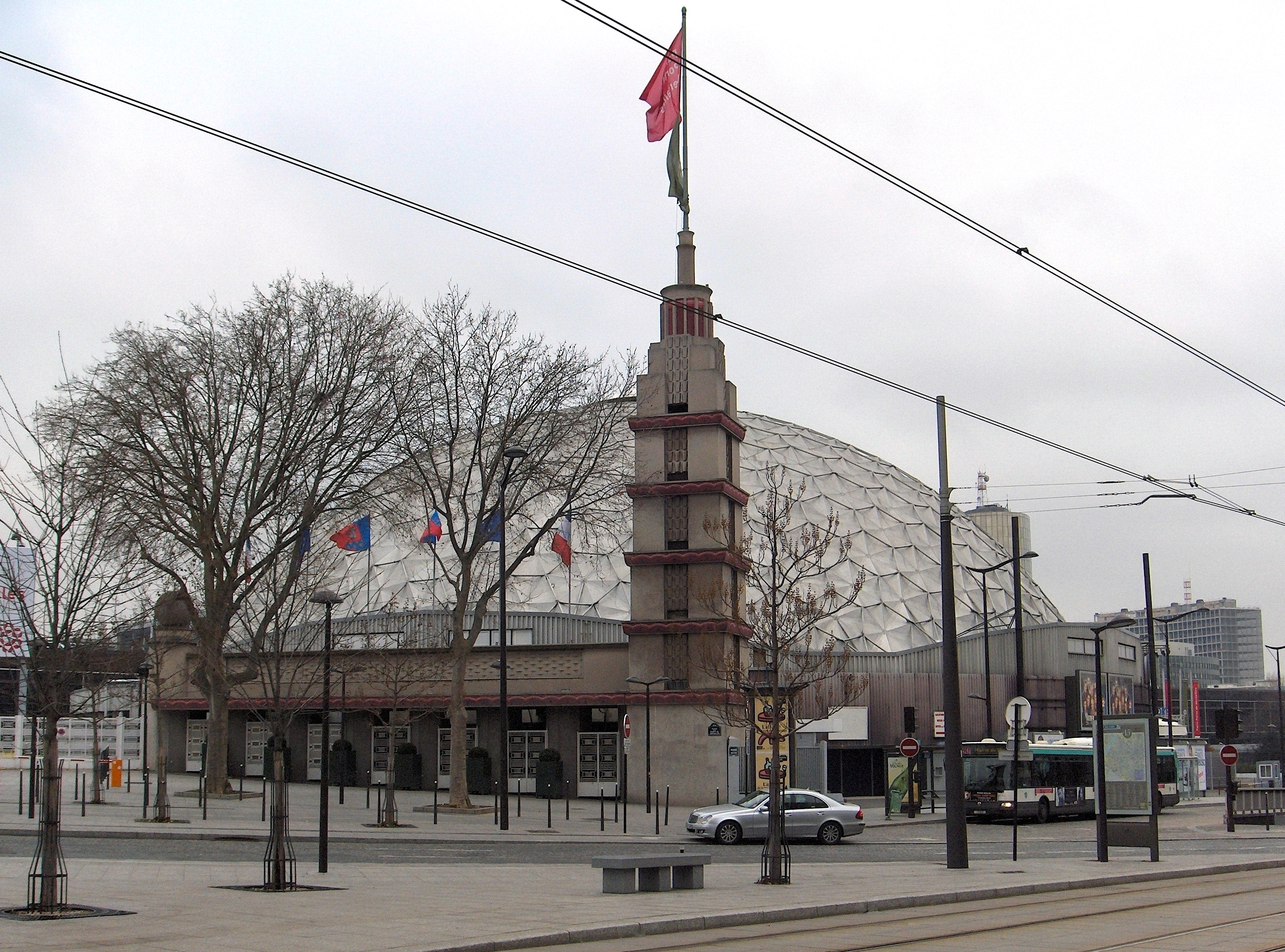
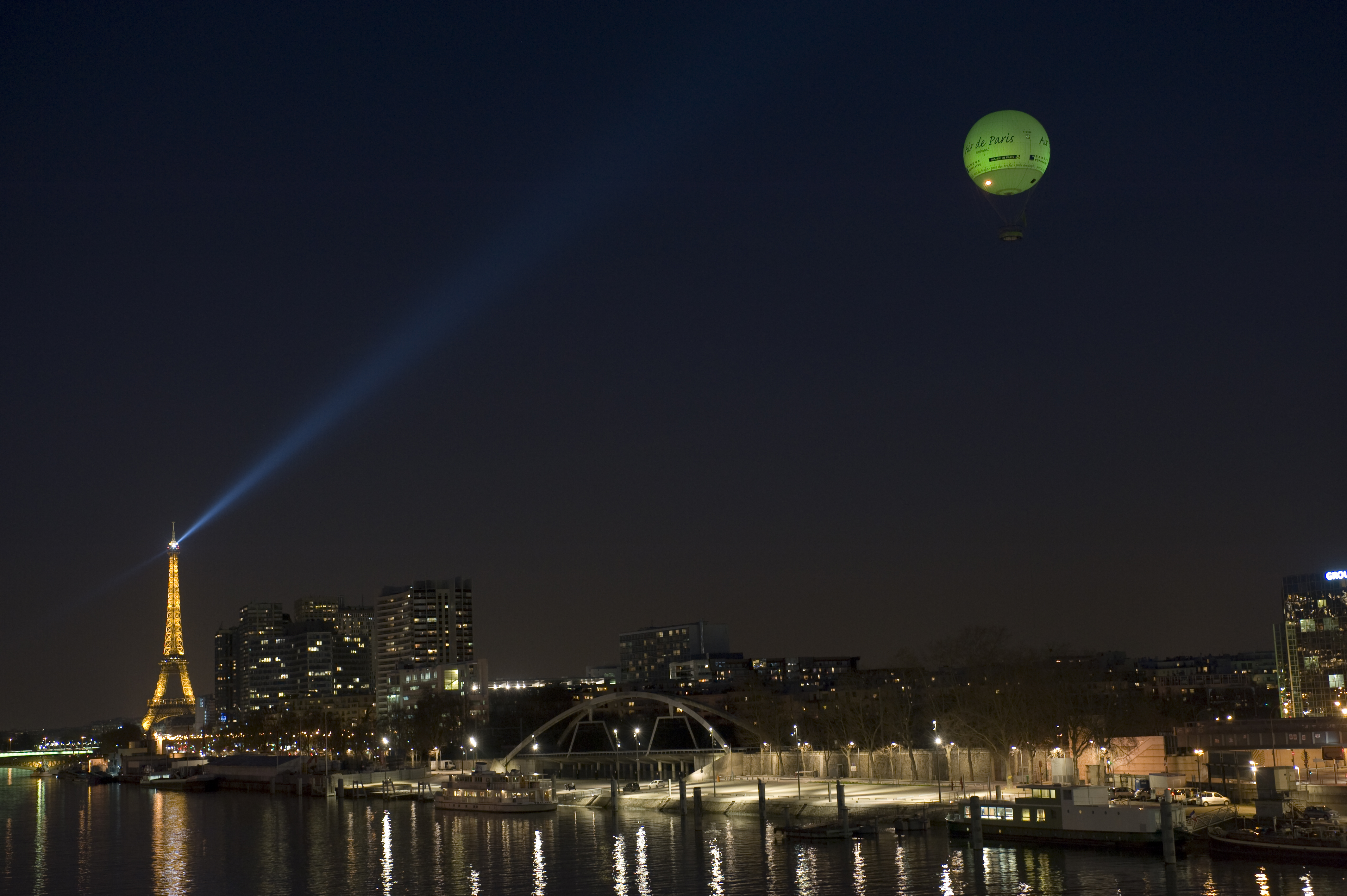
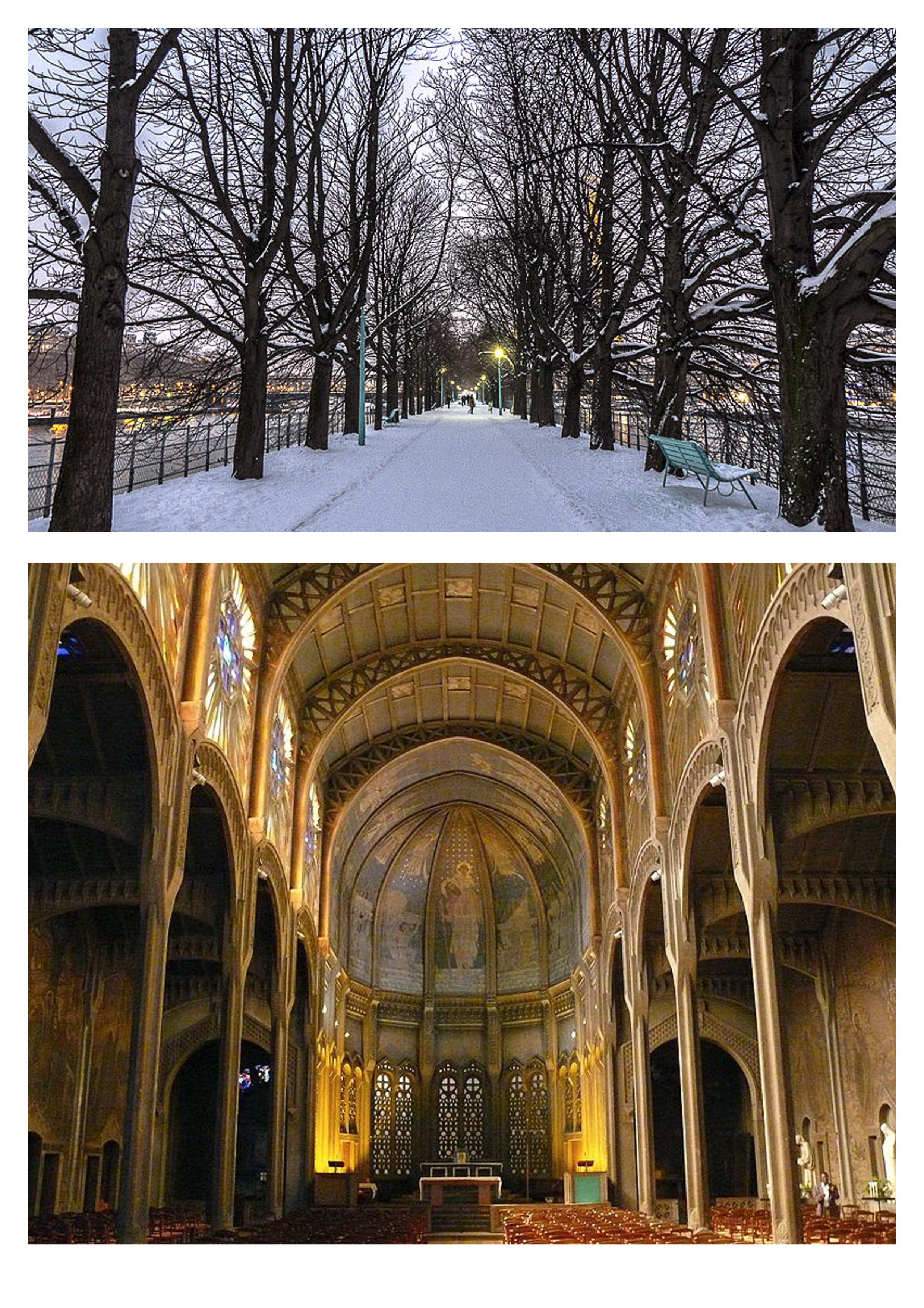
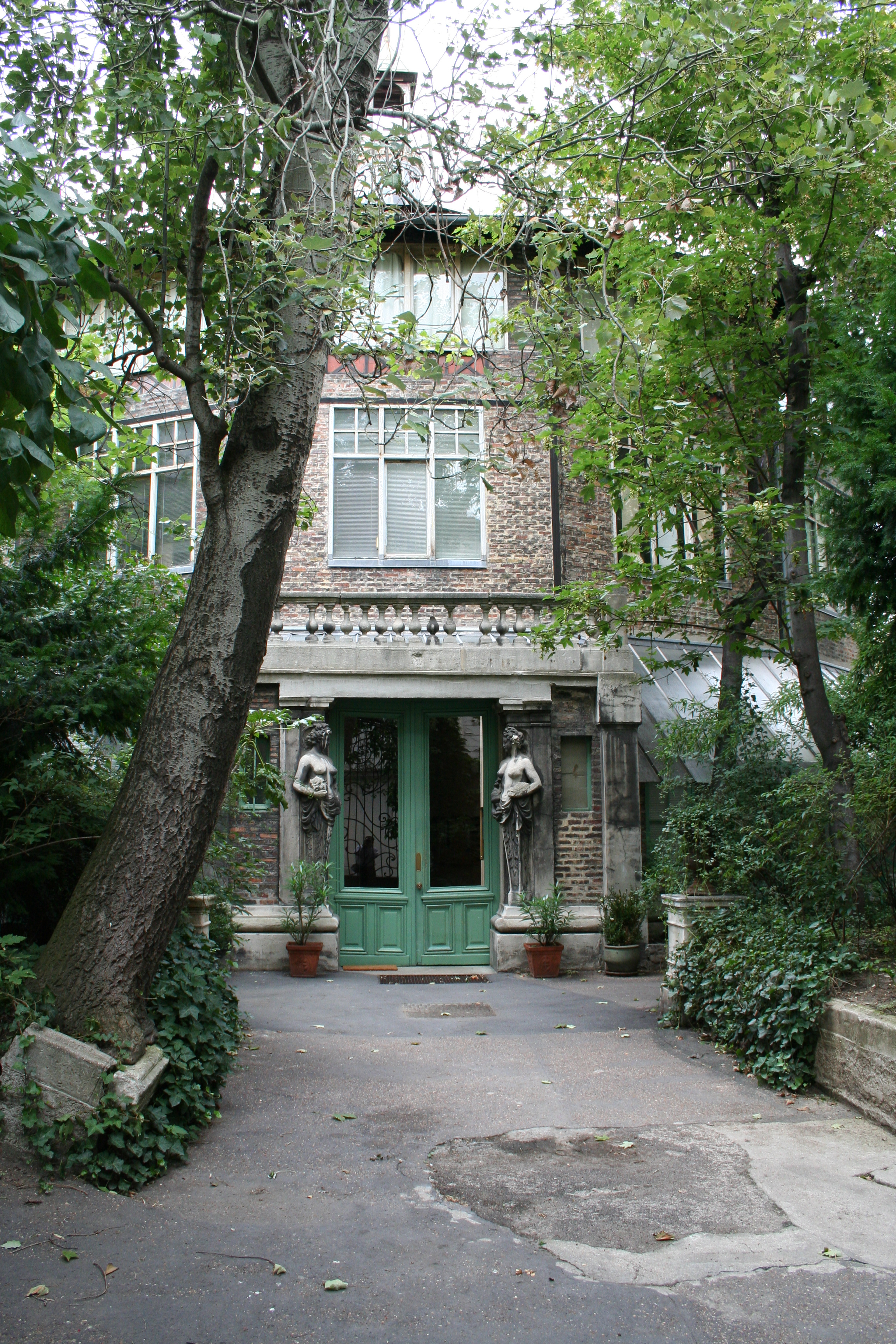
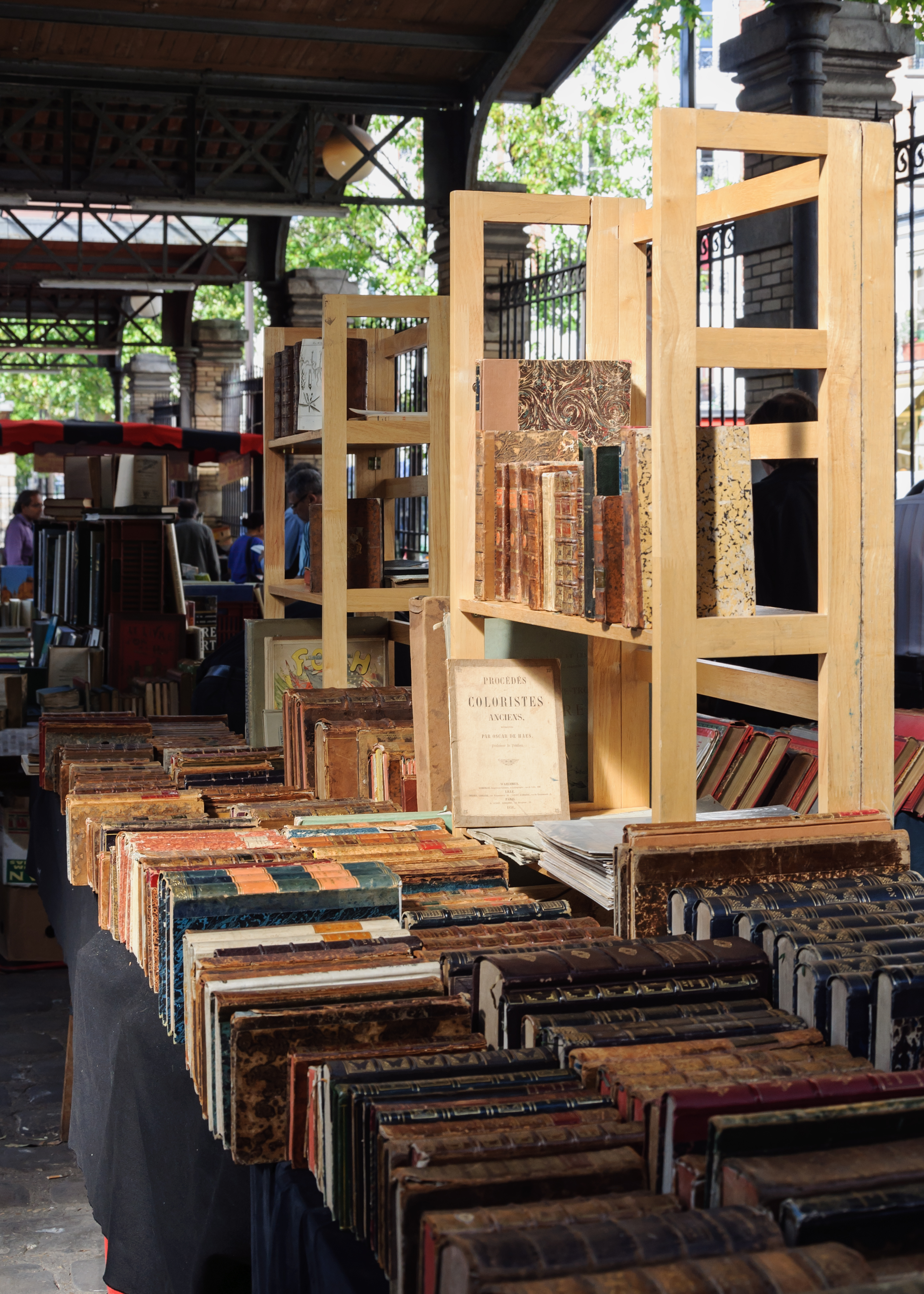
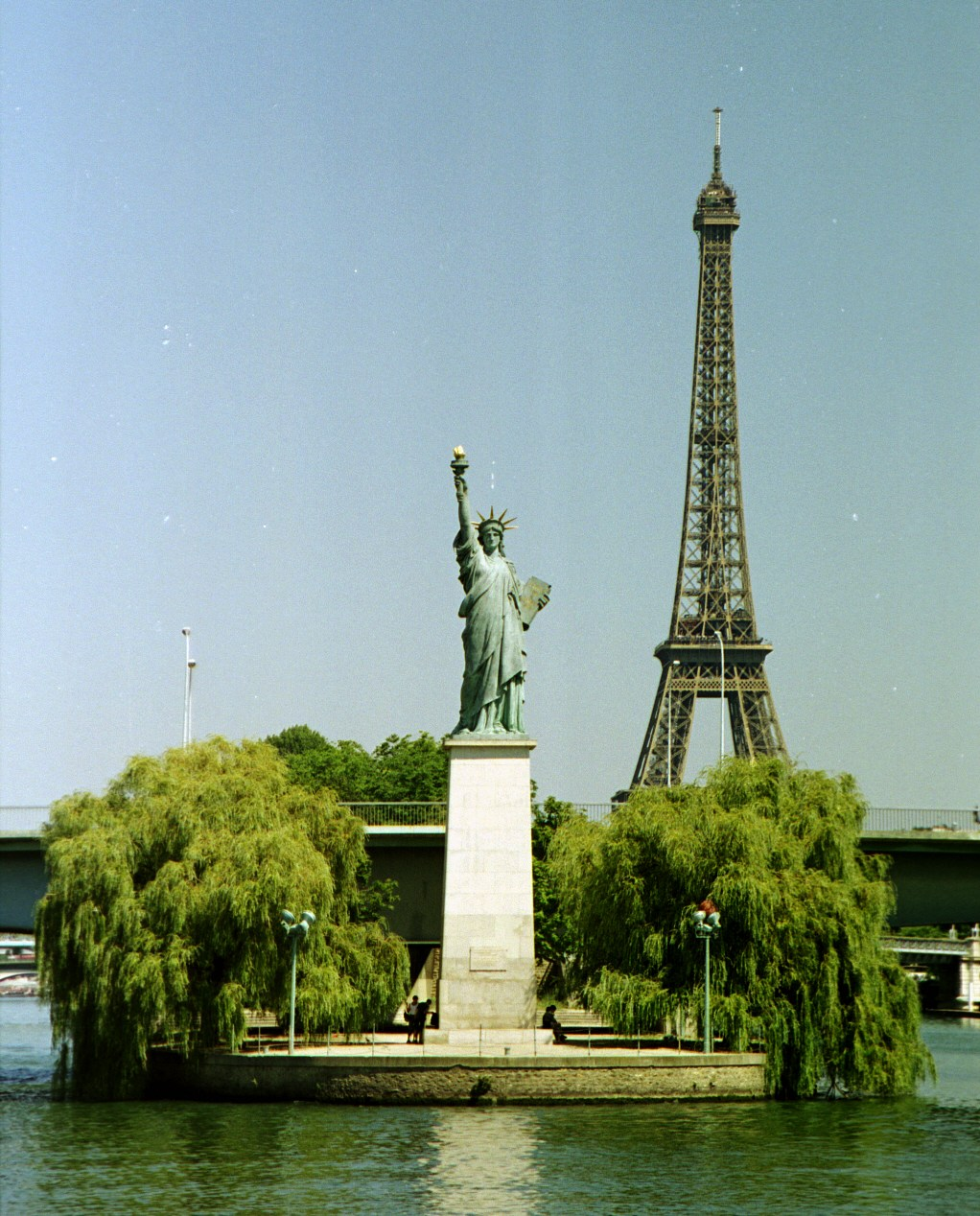
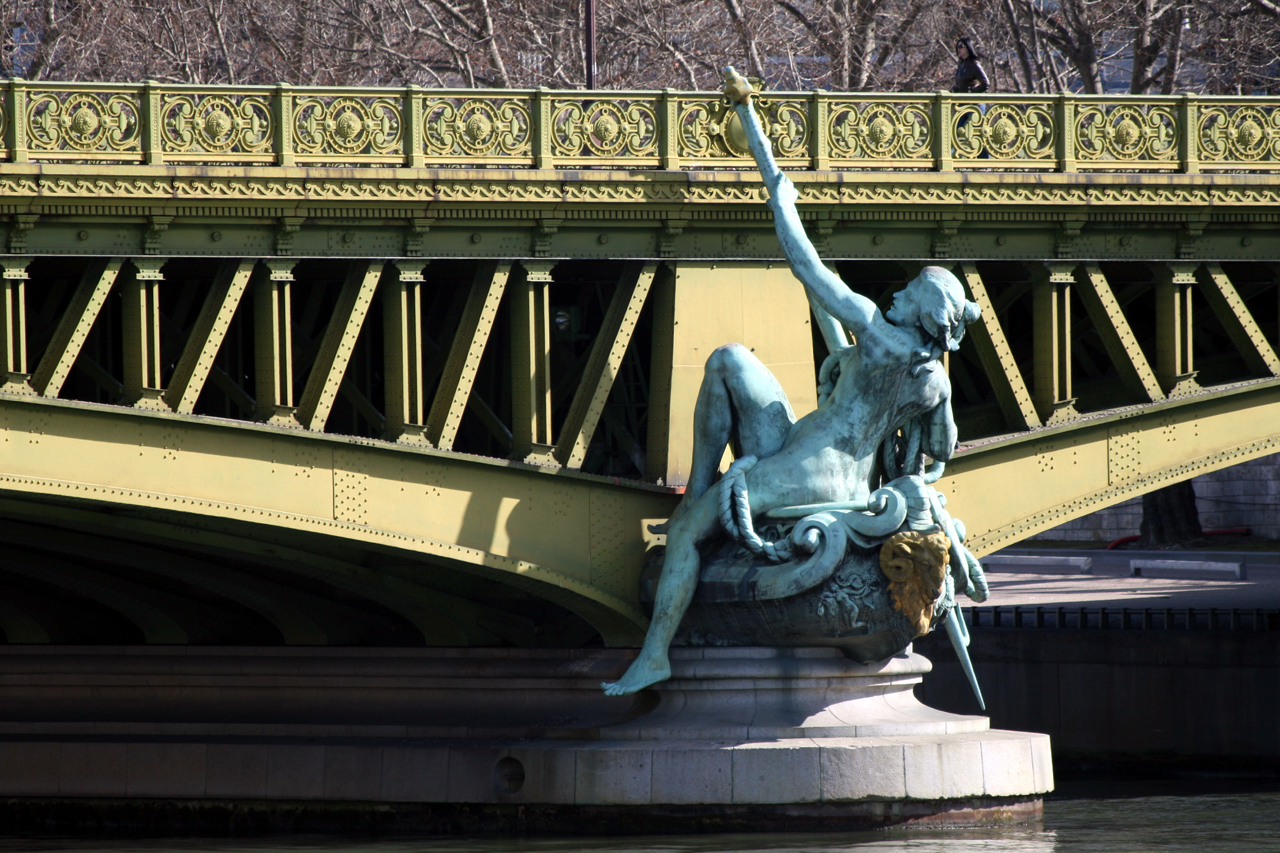